# Hysham, Montana
Hysham, Montana (енгл. Hysham) град је у америчкој савезној држави Монтана.

## Демографија
По попису из 2010. године број становника је 312, што је 18 (-5,5%) становника мање него 2000. године.
| Група             | 2000.       | 2010.       |
| Белци             | 309 (93,6%) | 282 (90,4%) |
| Афроамериканци    | 0 (0,0%)    | 0 (0,0%)    |
| Азијати           | 1 (0,3%)    | 3 (1,0%)    |
| Хиспаноамериканци | 3 (0,9%)    | 8 (2,6%)    |
| Укупно            | 330         | 312         |